# Jeremiah Martin
Jeremiah Martin (Memphis, Tennessee, 19 de junio de 1996) es un baloncestista estadounidense que pertenece a la plantilla del WKS Śląsk Wrocław de la Polska Liga Koszykówki. Con 1,88 metros de estatura, juega en la posición de base.

## Trayectoria deportiva

### Universidad
Jugó cuatro temporadas con los Tigers de la Universidad de Memphis, en las que promedió 13,1 puntos, 3,2 rebotes, 3,5 asistencias y 1,8 robos de balón por partido. En 2018 fue incluido en el segundo mejor quinteto de la American Athletic Conference, mientras que al año siguiente lo fue en el primero. Con 222 robos de balón en toda su carrera, encabeza esa clasificación histórica en la ACC.

### Profesional
Tras no ser elegido en el Draft de la NBA de 2019, disputó con los Miami Heat las Ligas de Verano de la NBA, jugando siete partidos en los que promedió 7,7 puntos y 2,7 rebotes. Tras ser cortado por los Heat, fue asignado a su filial de la G League, los Sioux Falls Skyforce.
El 15 de enero de 2020 firmó un contrato dual con los Brooklyn Nets de la NBA y su filial, los Long Island Nets de la G League. El 22 de diciembre, tras 12 encuentros con el primer equipo, es cortado por los Nets.
El 28 de abril de 2021 firmó un contrato dual con los Cleveland Cavaliers y su filial en la G League, los Canton Charge, debutando con los Cavs esa misma noche ante Orlando Magic.
El 3 de octubre de 2021, firma por los New Zealand Breakers de la NBL australiana. En febrero de 2022, dejó el equipo.
El 13 de agosto de 2022, firma por el WKS Śląsk Wrocław de la Polska Liga Koszykówki.

## Estadísticas de su carrera en la NBA

### Temporada regular
| Año     | Equipo    | PJ | PT | MPP  | %TC  | %3P  | %TL  | RPP | APP | ROB | TPP | PPP |
| ------- | --------- | -- | -- | ---- | ---- | ---- | ---- | --- | --- | --- | --- | --- |
| 2019-20 | Brooklyn  | 9  | 0  | 11.0 | .453 | .278 | .786 | 1.1 | 2.0 | .8  | .2  | 7.1 |
| 2020-21 | Cleveland | 9  | 0  | 8.3  | .273 | .250 | .200 | .8  | .4  | .6  | .2  | 2.4 |
| Total   | Total     | 18 | 0  | 9.7  | .384 | .267 | .632 | .9  | 1.2 | .7  | .2  | 4.8 |

### Playoffs
| Año   | Equipo        | PJ | PT | MPP | %TC  | %3P  | %TL   | RPP | APP | ROB | TPP | PPP |
| ----- | ------------- | -- | -- | --- | ---- | ---- | ----- | --- | --- | --- | --- | --- |
| 2020  | Brooklyn Nets | 3  | 0  | 9.0 | .286 | .600 | 1.000 | 1.0 | 1.3 | .0  | .3  | 4.0 |
| Total | Total         | 3  | 0  | 9.0 | .286 | .600 | 1.000 | 1.0 | 1.3 | .0  | .3  | 4.0 |